# ジョージアのラグビーリーグ
ジョージアにおいてラグビーリーグ競技は、2000年代に競技されていたチームスポーツの1つである。

## 歴史
ジョージアにおけるラグビーリーグの歴史は、1991年に始まった。ロシアのラグビーリーグのクラブがジョージア国籍の選手1人を採用したことが発端であった。1993年、ジョージアのラグビーユニオンから1クラブが離脱し、ロシアラグビーリーグに鞍替えした。そのクラブおよび所属していたすべての選手は、ジョージアのラグビーユニオン競技から無期限の追放となった。
これらの試みにもかかわらず、ラグビーリーグ競技は2004年後半までジョージアにおいて無名の存在であった。2004年、フランスに居住するラグビー愛好家パアタ・ツィンツァゼは、ジョージアナショナルラグビーリーグ連盟 (GNRLF; Georgian National Rugby League Federation) を設立した。2004年6月、国家スポーツ省はGNRLFを承認し、省に編入した。初代会長にはノダル・アンドグラーゼが就任し、監督にはダヴィド・キラッソニアが指名された。
GNRLFがジョージアにおけるラグビーリーグ運営組織として承認された後、ツィンツァゼはGNRLFの将来計画をラグビーリーグ欧州連盟に提出した。これ以降、ジョージアは欧州連盟の会合や活動に、活発に参加するようになった。
2005年初頭、GNRLFは2008年ワールドカップへの出場を将来の目標として設定し、代表チームが発足した。
2005年9月5日、GNRLFはジョージアのラグビーリーグを統括する運営団体としての地位から撤退し、新たに設立されるラグビーリーグ組織「ジョージアラグビー13」(GR13; Georgian Rugby 13) に直ちに役割を継承すると述べた。ラグビーリーグ欧州連盟もこの決定を承認した。しかしながらGR13への引き継ぎに際し、GR13はU-16代表チームの扱いに難色を示した。最終的に、ジョージアはユース世界選手権への出場を諦めることになった。

## 運営団体
ジョージアのラグビーリーグは、ジョージアラグビーリーグ連盟によって運営されている。この連盟は2004年に、フランスのラグビーユニオン選手パアタ・ツィンツァゼによって設立された。

## 代表チーム
ラグビーリーグジョージア代表は、ラグビーリーグの国際大会におけるジョージアのナショナルチームであった。代表スクワッドはジョージアで活動するラグビーユニオン選手から選出された。国内にはラグビーリーグのクラブが存在していなかったにもかかわらず、代表チームの国際試合では1万人前後の観客が試合に訪れた。しかしながら2006年6月、ジョージアは2008年ワールドカップのヨーロッパ1次予選においてロシア戦を棄権した。これによりジョージア代表は、予選そのものを失格となった。ジョージア代表はラグビーユニオン競技と兼任していた選手のために、続く試合への出場も取り止めた。その後、ジョージア代表は国際ラグビーリーグ連盟およびラグビーリーグ欧州連盟から追放処分を受けた。